# Phát triển năng lượng
Phát triển năng lượng là lĩnh vực hoạt động tập trung vào việc thu thập các nguồn năng lương từ tài nguyên thiên nhiên. Những hoạt động bao gồm sản xuất thông thường, thay thế và tái tạo nguồn năng lượng và cho phục hồi và tái sử dụng năng lượng nếu không sẽ bị lãng phí. Bảo tồn năng lượng và biện pháp hiệu quả giảm nhu cầu phát triển năng lượngvà có thể mang lại lợi ích cho xã hội với những cải tiến đối với vấn đề môi trường.
Các xã hội sử dụng năng lượng cho giao thông, sản xuất, chiếu sáng, sưởi ấm và điều hòa không khí, và thông tin liên lạc, cho các mục đích công nghiệp, thương mại và trong nước. Tài nguyên năng lượng có thể được phân loại là tài nguyên chính, nơi tài nguyên có thể được sử dụng ở dạng ban đầu của nó, hoặc là nguồn tài nguyên phụ, nơi nguồn năng lượng phải được chuyển đổi thành dạng thuận tiện hơn. Các nguồn tài nguyên không tái tạo được giảm đáng kể do sử dụng của con người, trong khi các nguồn năng lượng tái tạo được tạo ra bởi các quá trình liên tục có thể duy trì sự khai thác vô hạn của con người. Hàng ngàn người được tuyển dụng trong ngành công nghiệp năng lượng. Ngành công nghiệp thông thường bao gồm ngành công nghiệp dầu mỏ, ngành công nghiệp khí tự nhiên, ngành công nghiệp điện và ngành công nghiệp hạt nhân. Các ngành công nghiệp năng lượng mới bao gồm ngành năng lượng tái tạo, bao gồm sản xuất, phân phối và bán thay thế và bền vững nhiên liệu thay thế.

## Phân loại tài nguyên

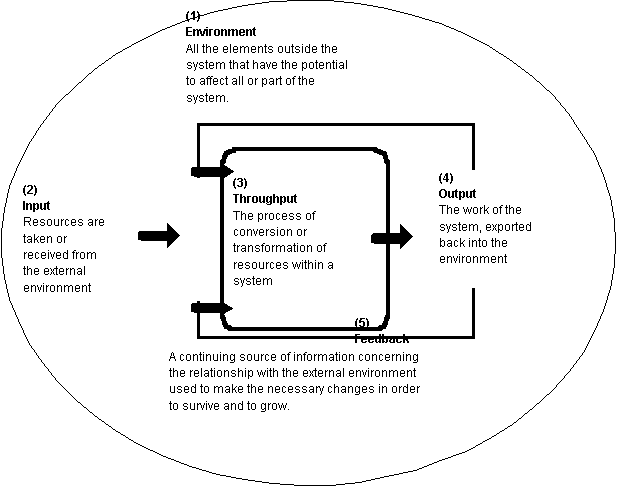
Open System Model (basics)

Tài nguyên năng lượng có thể được phân loại là tài nguyên chính, thích hợp cho việc sử dụng cuối cùng mà không cần chuyển đổi sang dạng khác hoặc tài nguyên phụ, nơi mà dạng năng lượng có thể sử dụng yêu cầu chuyển đổi đáng kể từ nguồn chính. Ví dụ về các nguồn năng lượng sơ cấp là năng lượng gió, năng lượng mặt trời, nhiên liệu gỗ, nhiên liệu hoá thạch như than đá, dầu và khí tự nhiên, và urani. Tài nguyên thứ cấp là các nguồn như điện, hydrogen, hoặc các nhiên liệu tổng hợp khác.
Một phân loại quan trọng khác dựa trên thời gian cần thiết để tái tạo một nguồn năng lượng. Tài nguyên "có thể tái tạo" là những tài nguyên phục hồi khả năng của họ trong một thời gian đáng kể bởi nhu cầu của con người. Ví dụ như thủy điện hoặc năng lượng gió, khi các hiện tượng tự nhiên là nguồn năng lượng chính đang diễn ra và không bị cạn kiệt bởi nhu cầu của con người. Các nguồn tài nguyên không tái tạo là những tài nguyên bị cạn kiệt đáng kể do sử dụng của con người và sẽ không phục hồi được tiềm năng đáng kể của chúng trong suốt thời gian sống của con người. Một ví dụ về một nguồn năng lượng không tái tạo là than đá, mà không hình thành một cách tự nhiên ở mức có thể hỗ trợ sử dụng của con người.

## Năng lượng hoá thạch

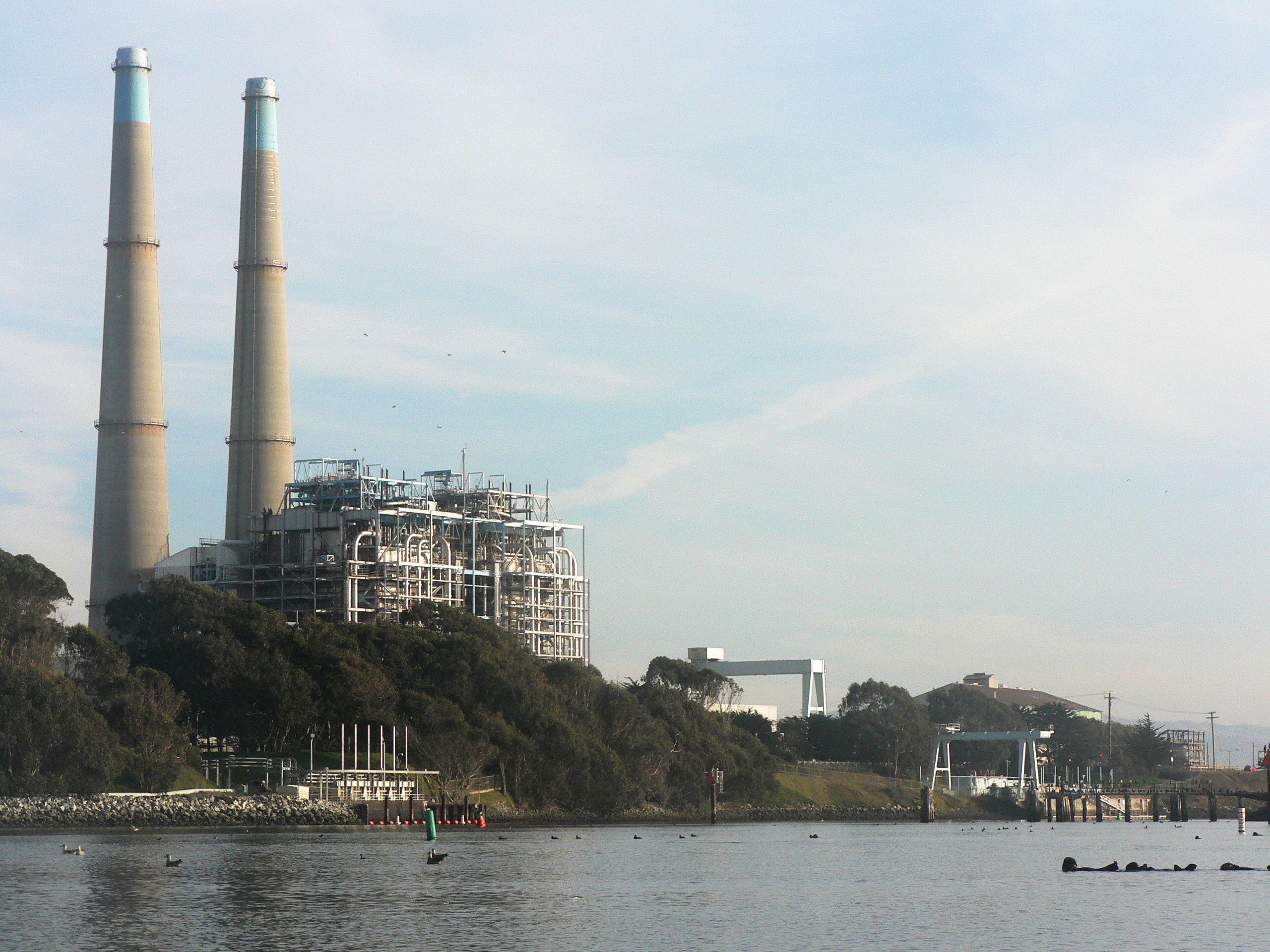
The Moss Landing Power Plant in California is a fossil-fuel power station that burns natural gas in a turbine to produce electricity

Nguồn nhiên liệu hoá thạch đốt các loại nhiên liệu than hoặc hydrocarbon, mà là phần còn lại của sự phân hủy thực vật và động vật. Có ba loại nhiên liệu hoá thạch chính: than, dầu và khí tự nhiên. Một nhiên liệu hoá thạch khác, khí hoá lỏng (LPG), chủ yếu bắt nguồn từ việc sản xuất khí tự nhiên. Nhiệt từ đốt nhiên liệu hoá thạch được sử dụng trực tiếp để sưởi ấm không gian và gia nhiệt quy trình, hoặc chuyển đổi thành năng lượng cơ học cho xe cộ, quy trình công nghiệp, hoặc sản xuất điện năng. Các nhiên liệu hoá thạch này là một phần của chu trình cacbon và do đó cho phép sử dụng năng lượng mặt trời được lưu trữ ngày nay. Việc sử dụng nhiên liệu hoá thạch trong thế kỷ XVIII và XIX đã đặt giai đoạn cho Cách mạng công nghiệp.
Nhiên liệu hoá thạch tạo nên phần lớn các nguồn năng lượng sơ cấp hiện tại của thế giới. Năm 2005, 81% nhu cầu năng lượng của thế giới đã được đáp ứng từ các nguồn hoá thạch. Cơ quan Năng lượng Quốc tế: Thống kê Năng lượng Thế giới Chính 2007. Công nghệ và cơ sở hạ tầng đã tồn tại để sử dụng nhiên liệu hoá thạch. Nhiên liệu lỏng có nguồn gốc từ dầu mỏ cung cấp rất nhiều năng lượng có thể sử dụng trên mỗi đơn vị trọng lượng hoặc thể tích, thuận lợi khi so sánh với các nguồn mật độ năng lượng thấp hơn như pin. Nhiên liệu hoá thạch hiện đang tiết kiệm cho việc sử dụng năng lượng phi tập trung.

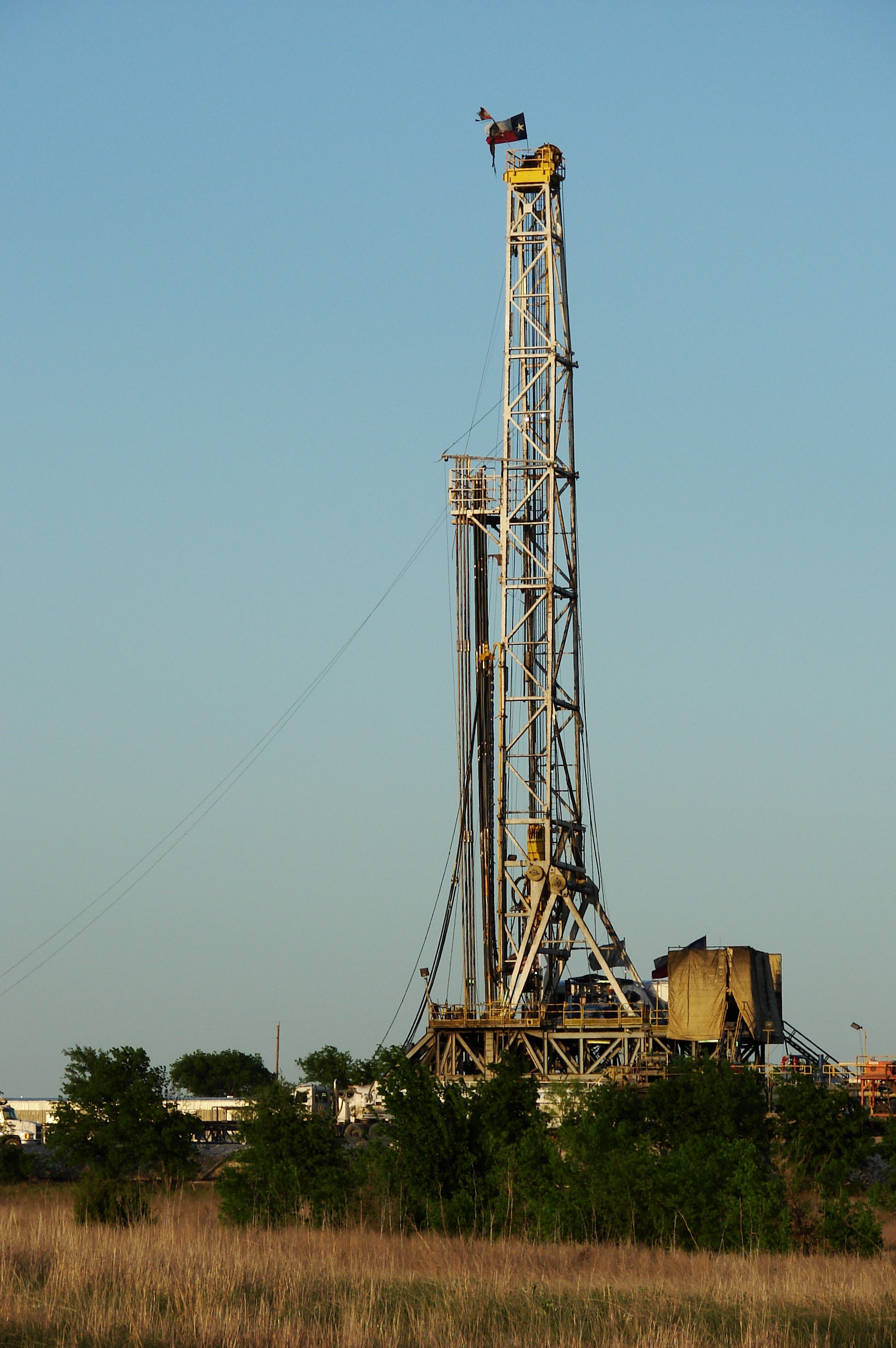
A (Khoan ngang) giàn khoan khí thiên nhiên ở Texas

Phụ thuộc năng lượng vào nhiên liệu hoá thạch nhập khẩu tạo ra nguy cơ an ninh năng lượng cho các quốc gia phụ thuộc. sự phụ thuộc vào dầu đã dẫn đến chiến tranh, tài trợ các gốc tự do, độc quyền, và bất ổn chính trị xã hội.
Nhiên liệu hoá thạch là các nguồn tài nguyên không tái tạo, mà cuối cùng sẽ giảm trong sản xuất  and become exhausted.  Trong khi các quá trình tạo ra nhiên liệu hoá thạch đang diễn ra, nhiên liệu được tiêu thụ nhanh hơn rất nhiều so với tốc độ bổ sung tự nhiên. Việc khai thác nhiên liệu trở nên ngày càng tốn kém khi xã hội tiêu thụ các loại trầm tích nhiên liệu dễ tiếp cận nhất. Khai thác các nhiên liệu hoá thạch dẫn đến suy thoái môi trường, chẳng hạn như khai thác dải và loại bỏ núi của than.
Hiệu suất nhiên liệu là một dạng hiệu suất nhiệt, có nghĩa là hiệu quả của một quá trình chuyển đổi năng lượng tiềm năng hoá học chứa trong một sóng mang nhiên liệu thành động năng hoặc công việc. tiết kiệm nhiên liệu là hiệu suất năng lượng của một chiếc xe cụ thể, được cho là tỷ lệ khoảng cách đi trên mỗi đơn vị nhiên liệu tiêu thụ. Hiệu quả trọng lượng cụ thể (hiệu quả trên mỗi đơn vị trọng lượng) có thể được nêu cho vận chuyển hàng hoá, và hiệu quả hành khách cụ thể (hiệu quả xe cho mỗi hành khách). Việc đốt cháy [nhiên liệu] không khí hiệu quả (đốt cháy) nhiên liệu hoá thạch trong xe cộ, các tòa nhà và các nhà máy điện góp phần vào đô thị hòn đảo nhiệt.
Sản lượng dầu thông thường có đỉnh, thận trọng, từ năm 2007 đến năm 2010. Trong năm 2010, ước tính đầu tư vào các nguồn tài nguyên không tái tạo trị giá 8 nghìn tỷ USD sẽ được yêu cầu duy trì mức sản xuất hiện tại trong 25 năm. In 2010, chính phủ trợ cấp nhiên liệu hoá thạch ước tính 500 tỷ đô la một năm
.  Nhiên liệu hoá thạch cũng là nguồn phát thải khí nhà kính, dẫn đến những lo ngại về hâm nóng toàn cầu nếu tiêu thụ không giảm.
Quá trình đốt cháy nhiên liệu hoá thạch dẫn đến việc giải phóng ô nhiễm vào khí quyển. Các nhiên liệu hoá thạch chủ yếu là các hợp chất cacbon. Trong đốt, carbon dioxide được giải phóng, và oxit nitơ, bồ hóng và các hạt mịn hạt khác. Carbon dioxide do con người tạo ra theo IPCC góp phần vào hâm nóng toàn cầu.
Các phát thải khác từ nhà máy điện nhiên liệu hoá thạch bao gồm sulfur dioxide, carbon monoxit (CO), hydrocarbon, hợp chất hữu cơ dễ bay hơi (VOC), mercury, asen, chì, cadmium và kim loại nặng khác bao gồm dấu vết uranium.
Một nhà máy than điển hình tạo ra hàng tỷ kilowatt giờ mỗi năm.

## Năng lượng tái tạo

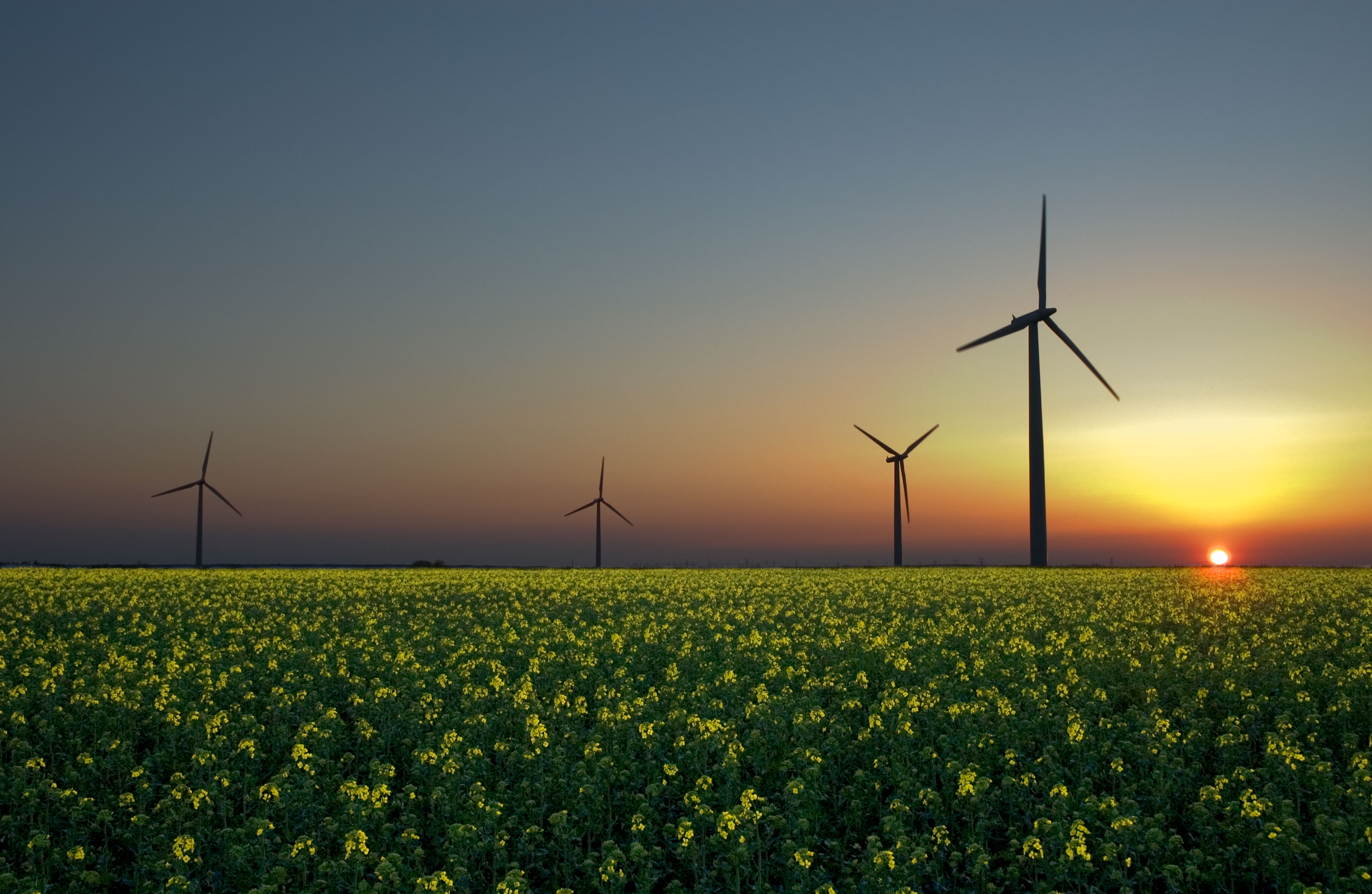
Wind, sun, and hydroelectricity are three renewable energy sources.

Năng lượng tái tạo thường được định nghĩa là năng lượng đến từ các nguồn tài nguyên được bổ sung tự nhiên vào thời gian của con người như ánh sáng mặt trời, gió, mưa, thủy triều, waves và nhiệt địa nhiệt. Năng lượng tái tạo thay thế nhiên liệu thông thường trong bốn khu vực riêng biệt:phát điện, sưởi ấm nước nóng/không gian, nhiên liệu động cơs, và các dịch vụ nông thôn ngoài lưới.
Khoảng 16% tiêu thụ năng lượng cuối cùng toàn cầu hiện nay là từ nguồn tái tạos,với 10%  năng lượng từ sinh khối truyền thống, chủ yếu được sử dụng để sưởi ấm, và 3,4% từ thủy điện. Năng lượng tái tạo mới (thủy điện nhỏ, sinh khối hiện đại, gió, năng lượng mặt trời, địa nhiệt và nhiên liệu sinh học) chiếm thêm 3% và đang phát triển nhanh chóng. Ở cấp quốc gia, ít nhất 30 quốc gia trên thế giới đã có năng lượng tái tạo đóng góp hơn 20% nguồn cung cấp năng lượng. Các thị trường năng lượng tái tạo quốc gia được dự báo sẽ tiếp tục phát triển mạnh mẽ trong thập kỷ tới và xa hơn nữa. Năng lượng gió,ví dụ, đang tăng trưởng với tốc độ 30% hàng năm, với Công suất lắp đặt trên toàn thế giới là 282.482 megawatts (MW) vào cuối năm 2012.
Nguồn năng lượng tái tạo tồn tại trên các khu vực địa lý rộng, trái ngược với các nguồn năng lượng khác, tập trung ở một số quốc gia hạn chế. Việc triển khai nhanh chóng năng lượng tái tạo và hiệu quả năng lượng sẽ dẫn đếnAn ninh năng lượng đáng kể,giảm thiểu biến đổi khí hậu và các lợi ích kinh tế.
Trong các cuộc điều tra dư luận quốc tế, có sự hỗ trợ mạnh mẽ cho việc thúc đẩy các nguồn tái tạo như năng lượng mặt trời và năng lượng gió.
Trong khi nhiều dự án năng lượng tái tạo có quy mô lớn, các công nghệ tái tạo cũng phù hợp với vùng nông thông và vùng sâu,vùng xa và các nước đang phát triển, nơi năng lượng thường rất quan trọng trong phát triển con người.Tổng thư ký Liên Hợp Quốc Ban Ki-Moon đã nói rằng năng lượng tái tạo có khả năng nâng các quốc gia nghèo nhất lên các cấp độ thịnh vượng mới.

### Thủy điện

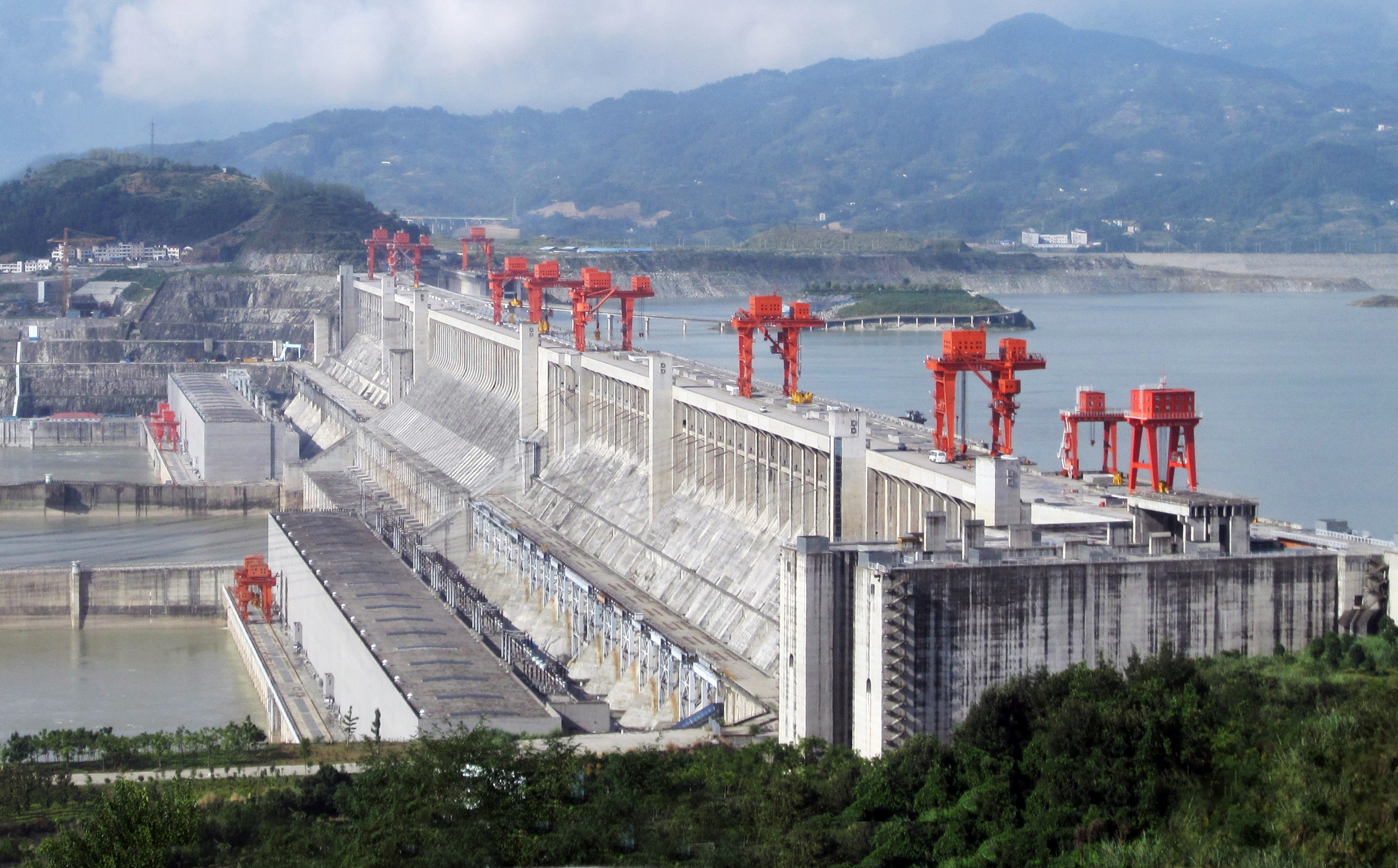
The 22,500 MW Three Gorges Dam in China – the world's largest hydroelectric power station

Thủy điện là điện năng được tạo ra bởi thủy điện; lực rơi xuống hoặc chảy nước. Trong năm 2015, thủy điện tạo ra 16,6% tổng sản lượng điện của thế giới và 70% tổng lượng điện tái tạovà dự kiến sẽ tăng khoảng 3,1% mỗi năm trong 25 năm tới.
Thủy điện được sản xuất tại 150 quốc gia, với khu vực châu Á - Thái Bình Dương tạo ra 32% thủy điện toàn cầu vào năm 2010. Trung Quốc là nhà sản xuất thủy điện lớn nhất, với 721 terawatt giờ sản xuất trong năm 2010, chiếm khoảng 17% lượng điện sử dụng trong nước. Hiện nay có ba nhà máy thủy điện lớn hơn 10 GW:Đập Tam Hiệp ở Trung Quốc,Đập Itaipuqua biên giới Brazil / Paraguay và Đập Guri ở Venezuela.
Chi phí thủy điện tương đối thấp, làm cho nó trở thành một nguồn năng lượng tái tạo cạnh tranh. Chi phí điện trung bình từ một nhà máy thủy điện lớn hơn 10 megawatt là từ 3 đến 5 cent Mỹ trên kilowatt-giờ. Hydro cũng là một nguồn năng lượng linh hoạt vì các nhà máy có thể được nâng lên và xuống rất nhanh để thích nghi với nhu cầu năng lượng thay đổi. Tuy nhiên, đập làm gián đoạn dòng chảy của các con sông và có thể gây hại cho các hệ sinh thái địa phương, và việc xây dựng các đập lớn và các hồ chứa thường liên quan đến việc di dời người và động vật hoang dã. Khi một khu phức hợp thủy điện được xây dựng, dự án không tạo ra chất thải trực tiếp và có mức sản lượng khí carbon dioxide nhà kính thấp hơn đáng kể so với các nhà máy năng lượng chạy bằng nhiên liệu hoá thạch.

### Gió
Năng lượng gió khai thác sức mạnh của gió để đẩy các lưỡi của tuabin gió. Các tuabin này gây ra sự quay vòng các nam châm, tạo ra điện. Tháp gió thường được xây dựng cùng nhau trên các trang trại gió. Có các trang trại gió ngoài khơi và trên bờ. Công suất điện gió toàn cầu đã mở rộng nhanh chóng lên 336 GW vào tháng 6 năm 2014, và sản lượng năng lượng gió chiếm khoảng 4% tổng lượng điện sử dụng trên toàn thế giới và phát triển nhanh chóng.
Năng lượng gió được sử dụng rộng rãi ở châu Âu, châu Á và Hoa Kỳ. Một số quốc gia đã đạt được mức độ thâm nhập năng lượng gió tương đối cao, như 21% sản lượng điện ở Đan Mạch, 18% ở Bồ Đào Nha, 16% ở Tây Ban Nha, 14% ở Ireland, và 9% ở Đức vào năm 2010.:11 Vào năm 2011, có lúc hơn 50% điện ở Đức và Tây Ban Nha đến từ gió và năng lượng mặt trời. Tính đến năm 2011, 83 quốc gia trên thế giới đang sử dụng năng lượng gió trên cơ sở thương mại.:11
Nhiều trang trại gió lớn nhất thế giới nằm ở Hoa Kỳ, Trung Quốc và Ấn Độ. Hầu hết các trang trại gió ngoài khơi lớn nhất thế giới đều nằm ở Đan Mạch, Đức và Vương quốc Anh. Hai trang trại gió ngoài khơi lớn nhất hiện nay là London Array 630 MW và Gwynt y Môr.
| Wind farm                       | Current capacity (MW) | Country | Notes         |
| ------------------------------- | --------------------- | ------- | ------------- |
| Alta (Oak Creek-Mojave)         | 1,320                 | Hoa Kỳ  | [ 41 ]        |
| Jaisalmer Wind Park             | 1,064                 | India   | [ 42 ]        |
| Roscoe Wind Farm                | 781                   | Hoa Kỳ  | [ 43 ]        |
| Horse Hollow Wind Energy Center | 735                   | Hoa Kỳ  | [ 44 ] [ 45 ] |
| Capricorn Ridge Wind Farm       | 662                   | Hoa Kỳ  | [ 44 ] [ 45 ] |
| Fântânele-Cogealac Wind Farm    | 600                   | Romania | [ 46 ]        |
| Fowler Ridge Wind Farm          | 599                   | Hoa Kỳ  | [ 47 ]        |

### Năng lượng mặt trời
Năng lượng mặt trời, rạng rỡ ánh sáng và nhiệt từ mặt trời, được khai thác sử dụng một loạt các không ngừng phát triển công nghệ như hệ thống sưởi năng lượng mặt trời, quang điện năng lượng mặt trời, điện năng lượng mặt trời nhiệt, kiến trúc năng lượng mặt trời và quang hợp nhân tạo.
Công nghệ năng lượng mặt trời được mô tả rộng rãi như năng lượng mặt trời thụ động hoặc năng lượng mặt trời chủ động phụ thuộc vào cách chúng thu nhận, chuyển đổi và phân phối năng lượng mặt trời. Các kỹ thuật năng lượng mặt trời chủ động bao gồm việc sử dụng các tấm quang điện và bộ thu nhiệt mặt trời để khai thác năng lượng. Kỹ thuật năng lượng mặt trời thụ động bao gồm định hướng một tòa nhà cho mặt trời, lựa chọn vật liệu có khối lượng nhiệt thuận lợi hoặc các đặc tính phân tán ánh sáng, và thiết kế không gian tự nhiên lưu thông không khí.
Năm 2011, Cơ quan Năng lượng Quốc tế nói rằng "sự phát triển của công nghệ năng lượng mặt trời giá cả phải chăng, vô tận và sạch sẽ có lợi ích to lớn lâu dài. Nó sẽ tăng cường an ninh năng lượng quốc gia thông qua sự phụ thuộc vào một người bản xứ, vô tận và chủ yếu là nguồn nhập khẩu độc lập, tăng cường tính bền vững, giảm ô nhiễm, giảm chi phí giảm thiểu biến đổi khí hậu, và giữ giá nhiên liệu hoá thạch thấp hơn so với các biện pháp khác. cần được chia sẻ rộng rãi ". Hơn 100 quốc gia sử dụng năng lượng mặt trời PV.

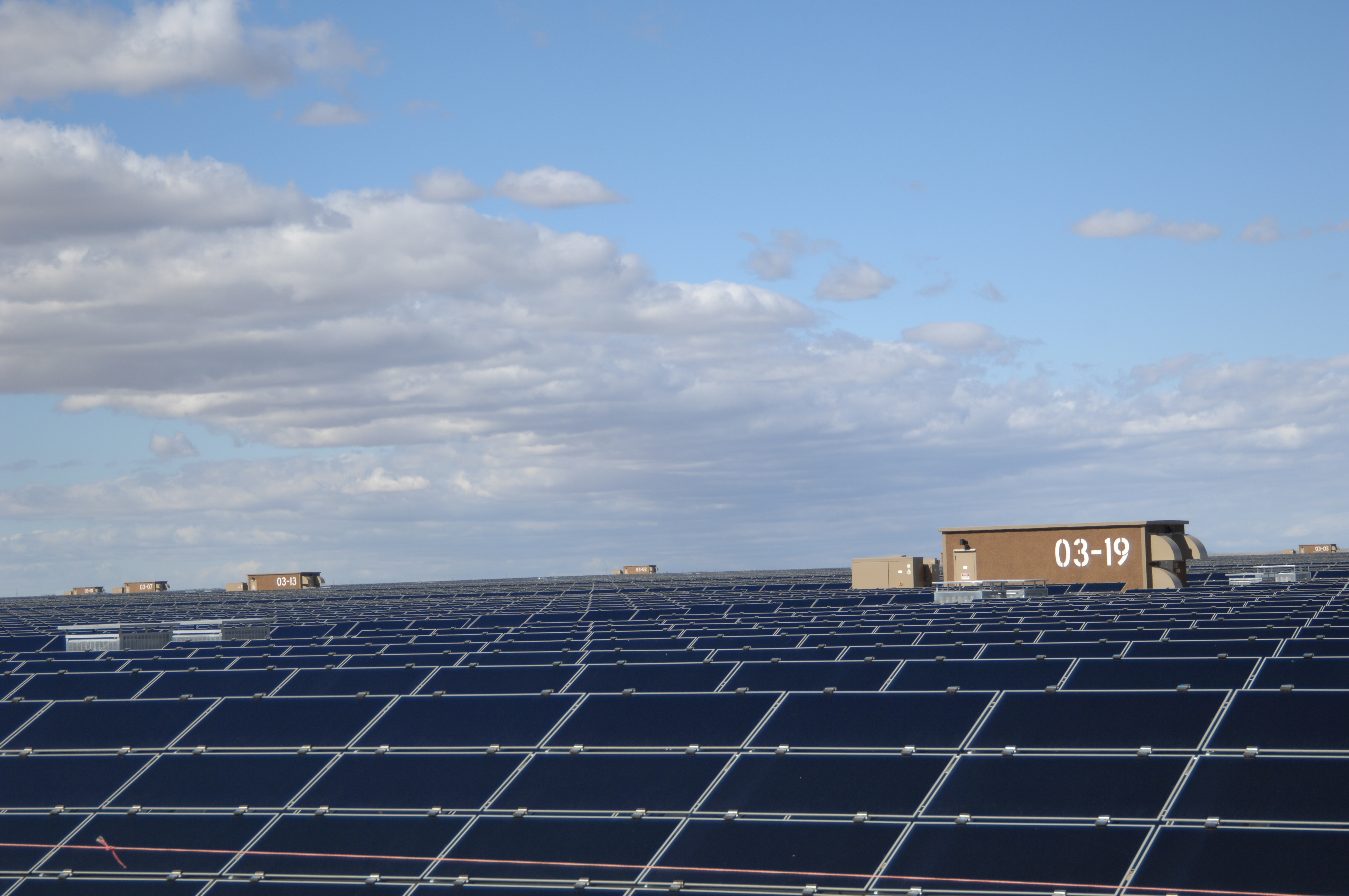
The Topaz Solar Farm is one of the world's largest solar power stations

Quang điện (PV) là một phương pháp tạo ra năng lượng điện bằng cách chuyển đổi bức xạ mặt trời thành dòng điện trực tiếp bằng cách sử dụng các chất bán dẫn thể hiện hiệu ứng quang điện. Phát điện quang điện sử dụng các tấm pin mặt trời bao gồm một số pin mặt trời có chứa vật liệu quang điện. Vật liệu hiện nay được sử dụng cho quang điện bao gồm silicon đơn tinh thể, silicon đa tinh thể, silic vô định hình, cadmium telluride và selenide indium gallium đồng/ sulfide. Do nhu cầu về nguồn năng lượng tái tạo tăng, việc sản xuất pin mặt trời và mảng quang điện đã tăng lên đáng kể trong những năm gần đây.
Năng lượng mặt trời quang điện là nguồn năng lượng bền vững. Đến cuối năm 2011, tổng cộng 71,1 GW đã được lắp đặt, đủ để tạo ra 85 TWh / năm. Và đến cuối năm 2012, đã đạt được mốc công suất 100 GW. Hiện nay, quang điện mặt trời, sau thủy điện và năng lượng gió, là nguồn năng lượng tái tạo quan trọng thứ ba về năng lực lắp đặt toàn cầu. Trong năm 2016, sau một năm tăng trưởng nhanh, năng lượng mặt trời tạo ra 1,3% sức mạnh toàn cầu.
Do sự tiến bộ trong công nghệ và tăng quy mô sản xuất và sự tinh tế, chi phí của quang điện đã giảm dần kể từ khi pin mặt trời đầu tiên được sản xuất, và chi phí điện (LCOE) từ PV là cạnh tranh với các nguồn điện thông thường trong một mở rộng danh sách các vùng địa lý. Đo lường ròng và các ưu đãi tài chính, chẳng hạn như thuế suất ưu đãi cho điện năng lượng mặt trời, đã hỗ trợ lắp đặt điện mặt trời ở nhiều quốc gia. Các Energy hoàn vốn Time (EPBT), còn được gọi là khấu hao năng lượng, phụ thuộc vào năng lượng mặt trời hàng năm của vị trí phơi nắngvà hồ sơ nhiệt độ, cũng như về loại công nghệ PV được sử dụng. Đối với quang điện silicon tinh thể thông thường, EPBT cao hơn so với các công nghệ màng mỏng như CdTe-PV hoặc các hệ thống CPV. Hơn nữa, thời gian hoàn vốn giảm trong những năm gần đây do một số cải tiến như hiệu suất pin mặt trời và các quy trình sản xuất kinh tế hơn. Tính đến năm 2014, quang điện thu hồi trung bình năng lượng cần thiết để sản xuất chúng trong 0,7 đến 2 năm. Điều này dẫn đến khoảng 95% năng lượng sạch lưới được sản xuất bởi một hệ thống PV trên mái nhà năng lượng mặt trời trong suốt thời gian 30 năm.:30 Các thiết bị có thể được gắn trên mặt đất (và đôi khi được tích hợp với nông nghiệp và chăn thả) hoặc được xây dựng trên mái nhà hoặc tường của một tòa nhà (hoặc quang điện tích hợp xây dựng hoặc đơn giản là trên mái nhà).

### Nhiên liệu sinh học
Nhiên liệu sinh học là nhiên liệu có chứa năng lượng từ việc định vị carbon gần đây về mặt địa chất. Những nhiên liệu này được sản xuất từ các sinh vật sống. Ví dụ về sự cố định cacbon này xảy ra ở thực vật và vi tảo. Những nhiên liệu này được tạo ra bởi một chuyển đổi sinh khối (sinh khối đề cập đến các sinh vật sống gần đây, thường đề cập đến thực vật hoặc vật liệu có nguồn gốc từ thực vật). Sinh khối này có thể được chuyển đổi thành các chất có chứa năng lượng thuận tiện theo ba cách khác nhau: chuyển đổi nhiệt, chuyển đổi hoá học và chuyển hoá sinh hoá. Việc chuyển đổi sinh khối này có thể dẫn đến nhiên liệu rắn, lỏng hoặcdạng khí. Sinh khối mới này có thể được sử dụng cho nhiên liệu sinh học. Nhiên liệu sinh học ngày càng phổ biến do giá dầu tăng và nhu cầu về an ninh năng lượng.
Bioethanol là một loại rượu được tạo ra bởi quá trình lên men, chủ yếu là từ carbohydrate được sản xuất từ đường hoặc các loại cây trồng tinh bột như ngô hoặc mía. Sinh khối xenlulô, có nguồn gốc từ các nguồn phi thực phẩm, như cây và cỏ, cũng đang được phát triển như một nguyên liệu cho sản xuất ethanol. Ethanol có thể được sử dụng làm nhiên liệu cho xe ở dạng nguyên chất, nhưng nó thường được sử dụng làm phụ gia xăng để tăng chỉ số octan và cải thiện lượng khí thải xe. Bioethanol được sử dụng rộng rãi ở Mỹ và Brazil. Thiết kế nhà máy hiện tại không cung cấp để chuyển đổi phần lignin của nguyên liệu thực vật thành các thành phần nhiên liệu bằng quá trình lên men.
Dầu diesel sinh học được làm từ dầu thực vật và mỡ động vật. Dầu diesel sinh học có thể được sử dụng làm nhiên liệu cho xe ở dạng nguyên chất, nhưng nó thường được sử dụng làm phụ gia diesel để giảm mức độ hạt, khí carbon monoxit và hydrocarbon từ các loại xe chạy bằng diesel. Dầu diesel sinh học được sản xuất từ dầu hoặc chất béo sử dụng transesterification và là nhiên liệu sinh học phổ biến nhất ở châu Âu. Tuy nhiên, nghiên cứu đang được tiến hành để sản xuất nhiên liệu tái tạo từ quá trình khử khí tự nhiên
Trong năm 2010, sản lượng nhiên liệu sinh học trên toàn thế giới đạt 105 tỷ lít (28 tỷ gallon Mỹ), tăng 17% so với năm 2009, và nhiên liệu sinh học cung cấp 2,7% nhiên liệu trên thế giới cho vận tải đường bộ, đóng góp chủ yếu từ ethanol và diesel sinh học. Sản xuất nhiên liệu ethanol toàn cầu đạt 86 tỷ lít (23 tỷ gallon Mỹ) trong năm 2010, với Hoa Kỳ và Brazil là những nước sản xuất hàng đầu thế giới, chiếm tới 90% sản lượng toàn cầu. Nhà sản xuất diesel sinh học lớn nhất thế giới là Liên minh châu Âu, chiếm 53% tổng sản lượng biodiesel trong năm 2010. Tính đến năm 2011, nhiệm vụ pha trộn nhiên liệu sinh học tồn tại ở 31 quốc gia ở cấp quốc gia và 29 tiểu bang hoặc tỉnh.:13–14 Các Cơ quan Năng lượng quốc tế có một mục tiêu cho nhiên liệu sinh học để đáp ứng nhiều hơn một phần tư nhu cầu thế giới đối với các loại nhiên liệu vận chuyển vào năm 2050 để giảm sự phụ thuộc vào dầu mỏ và than đá.

### Địa nhiệt

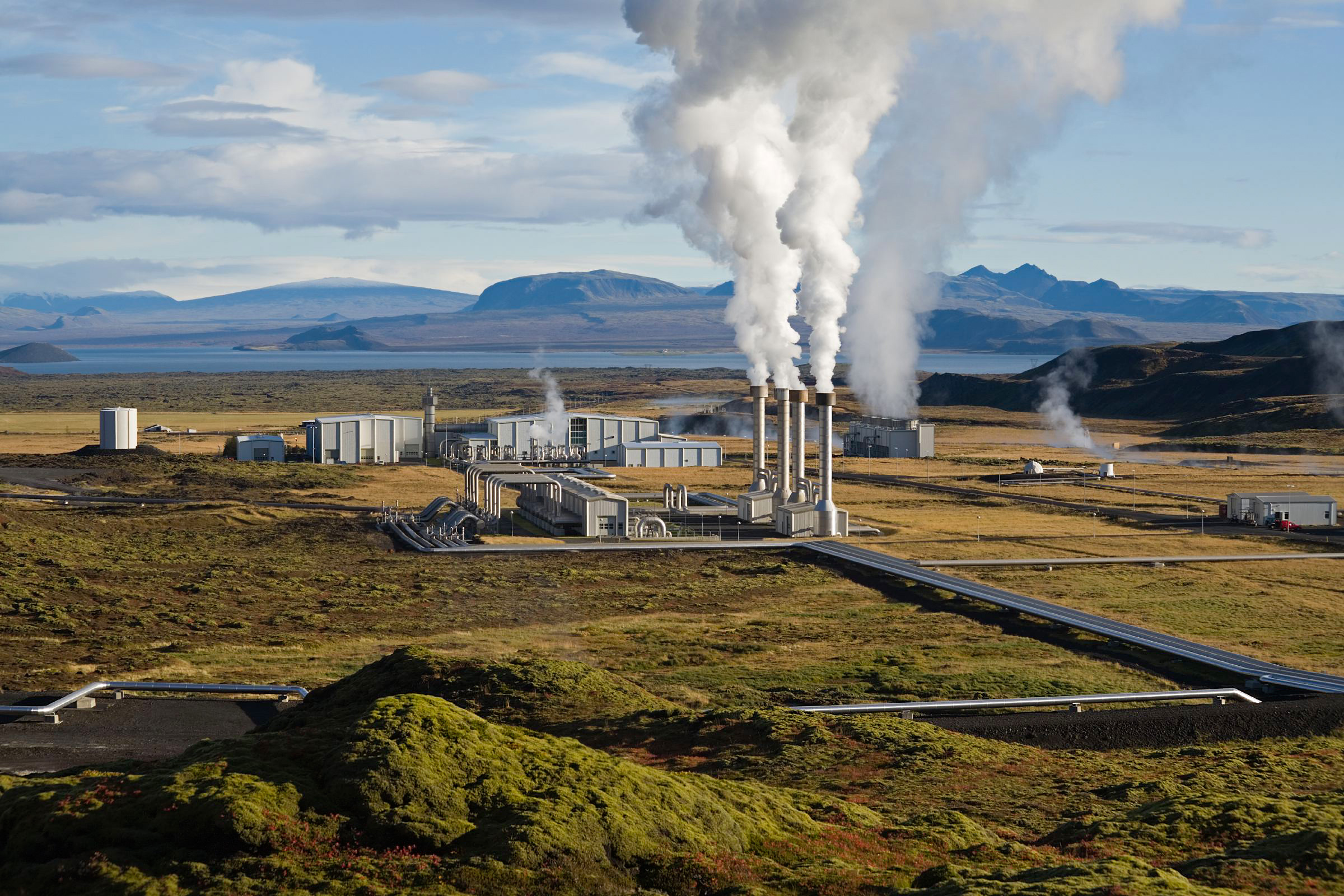
Steam rising from the Nesjavellir Geothermal Power Station in Iceland

Năng lượng địa nhiệt là năng lượng nhiệt sinh ra và được lưu trữ trong Trái Đất. Năng lượng nhiệt là năng lượng xác định nhiệt độ vật chất. Năng lượng địa nhiệt của vỏ Trái Đất bắt nguồn từ sự hình thành ban đầu của hành tinh (20%) và từ sự phân rã phóng xạ của khoáng chất (80%). Các gradient địa nhiệt, đó là sự khác biệt về nhiệt độ giữa lõi của hành tinh và bề mặt của nó, lái dẫn liên tục của năng lượng nhiệt dưới dạng nhiệt từ lõi đến bề mặt. Địa nhiệt tính từ nguồn gốc Hy Lạp γη (ge), có nghĩa là Trái Đất, vàθερμος (thermos), có nghĩa là nóng.
Nhiệt nội tại của Trái Đất là năng lượng nhiệt sinh ra từ sự phân rã phóng xạ và sự mất nhiệt liên tục từ sự hình thành của Trái Đất. Nhiệt độ ở ranh giới lõi có thể lên tới 4000 °C (7.200 °F). Nhiệt độ và áp suất cao trong nội địa của Trái Đất khiến cho một số tảng đá tan chảy và lớp phủ rắn hoạt động bằng nhựa, dẫn đến các phần của lớp phủ đối lưu trở lên vì nó nhẹ hơn đá xung quanh. Đá và nước được làm nóng trong lớp vỏ, đôi khi lên đến 370 °C (700 °F).
Từ suối nước nóng, năng lượng địa nhiệt đã được sử dụng để tắm kể từ thời kỳ đồ đá cũ và để sưởi ấm không gian kể từ thời La Mã cổ đại, nhưng bây giờ nó được biết đến nhiều hơn cho phát điện. Trên toàn thế giới, 11,400 MW điện địa nhiệt đang hoạt động ở 24 quốc gia trong năm 2012. Thêm 28 gigawatt năng lượng sưởi ấm địa nhiệt trực tiếp được lắp đặt cho hệ thống sưởi ấm, sưởi ấm, spa, quy trình công nghiệp, khử muối và ứng dụng nông nghiệp trong năm 2010.
Năng lượng địa nhiệt là chi phí hiệu quả, đáng tin cậy, bền vững và thân thiện với môi trường,  nhưng trước đây đã bị giới hạn ở những khu vực gần ranh giới mảng kiến tạo. Những tiến bộ công nghệ gần đây đã mở rộng đáng kể phạm vi và kích thước của các nguồn lực khả thi, đặc biệt là cho các ứng dụng như sưởi ấm tại nhà, mở ra một tiềm năng để khai thác rộng rãi. Các giếng địa nhiệt giải phóng các khí nhà kính bị bẫy sâu trong lòng đất, nhưng các phát thải này thấp hơn nhiều so với các loại nhiên liệu hoá thạch. Kết quả là, năng lượng địa nhiệt có tiềm năng giúp giảm thiểu sự nóng lên toàn cầu nếu được triển khai rộng rãi thay cho nhiên liệu hoá thạch.
Các nguồn địa nhiệt của Trái Đất về mặt lý thuyết là quá đủ để cung cấp nhu cầu năng lượng của nhân loại, nhưng chỉ một phần rất nhỏ có thể được khai thác một cách có lợi nhuận. Khoan và thăm dò tài nguyên sâu là rất tốn kém. Dự báo cho tương lai của năng lượng địa nhiệt phụ thuộc vào các giả định về công nghệ, giá năng lượng, trợ giá và lãi suất. Các chương trình thí điểm như lựa chọn khách hàng của EWEB trong Chương trình Năng lượng Xanh  cho thấy rằng khách hàng sẽ sẵn sàng trả thêm một chút cho một nguồn năng lượng tái tạo như địa nhiệt. Nhưng do kết quả nghiên cứu của chính phủ và kinh nghiệm trong ngành, chi phí tạo ra năng lượng địa nhiệt đã giảm 25% trong hai thập kỷ qua. Năm 2001, chi phí năng lượng địa nhiệt từ hai đến mười cent Mỹ mỗi kWh.

### Đại dương
Năng lượng biển hoặc năng lượng biển (đôi khi được gọi là năng lượng đại dương, năng lượng đại dương, hoặc năng lượng biển và thủy động) đề cập đến năng lượng được thực hiện bởi sóng biển, thủy triều, độ mặn và chênh lệch nhiệt độ đại dương. Sự chuyển động của nước trong các đại dương của thế giới tạo ra một kho lưu trữ động năng khổng lồ, hoặc năng lượng trong chuyển động. Năng lượng này có thể được khai thác để tạo ra điện cho các ngôi nhà, giao thông và các ngành công nghiệp.
Thuật ngữ năng lượng biển bao gồm cả sức mạnh sóng điện tức là từ sóng bề mặt, và năng lượng thủy triều tức là thu được từ động năng của các cơ quan lớn của nước di chuyển. Năng lượng gió ngoài khơi không phải là một dạng năng lượng biển, vì năng lượng gió có nguồn gốc từ gió, ngay cả khi các tuabin gió được đặt trên mặt nước. Các đại dương có một lượng lớn năng lượng và gần với nhiều người nếu không tập trung nhiều nhất. Năng lượng đại dương có tiềm năng cung cấp một lượng đáng kể năng lượng tái tạo mới trên toàn thế giới.

### 100% năng lượng tái tạo
Việc khuyến khích sử dụng 100% năng lượng tái tạo, cho điện, giao thông, hoặc thậm chí toàn bộ nguồn cung cấp năng lượng sơ cấp trên toàn cầu, đã được thúc đẩy bởi sự nóng lên toàn cầu và các mối quan tâm về kinh tế cũng như sinh thái khác. Sử dụng năng lượng tái tạo đã phát triển nhanh hơn nhiều so với bất kỳ ai được dự đoán. Các Ủy ban Liên chính phủ về Biến đổi Khí hậu đã nói rằng có rất ít giới hạn công nghệ cơ bản để tích hợp một danh mục đầu tư của các công nghệ năng lượng tái tạo để đáp ứng hầu hết các tổng nhu cầu năng lượng toàn cầu.  Ở cấp quốc gia, ít nhất 30 quốc gia trên thế giới đã có năng lượng tái tạo đóng góp hơn 20% nguồn cung cấp năng lượng. Ngoài ra, các giáo sư S. Pacala và Robert H. Socolowđã phát triển một loạt các " nêm ổn định " có thể cho phép chúng ta duy trì chất lượng cuộc sống của chúng ta trong khi tránh thay đổi khí hậu thảm khốc, và "nguồn năng lượng tái tạo", tổng hợp, tạo thành số lượng lớn nhất "nêm" của chúng.
Mark Z. Jacobson cho biết sản xuất tất cả năng lượng mới với năng lượng gió, năng lượng mặt trời và thủy điện vào năm 2030 là khả thi và sắp xếp nguồn cung cấp năng lượng hiện có có thể được thay thế vào năm 2050. Các rào cản để thực hiện kế hoạch năng lượng tái tạo được xem là "chủ yếu là xã hội và chính trị, không công nghệ hay kinh tế ". Jacobson nói rằng chi phí năng lượng với gió, mặt trời, hệ thống nước nên tương tự với chi phí năng lượng ngày nay.
Tương tự, tại Hoa Kỳ, Hội đồng Nghiên cứu Quốc gia độc lập đã lưu ý rằng "đủ nguồn năng lượng tái tạo trong nước tồn tại để cho phép điện tái tạo đóng vai trò quan trọng trong sản xuất điện trong tương lai và do đó giúp đối mặt với các vấn đề liên quan đến biến đổi khí hậu, an ninh năng lượng và leo thang chi phí năng lượng… Năng lượng tái tạo là một lựa chọn hấp dẫn vì các nguồn năng lượng tái tạo có sẵn tại Hoa Kỳ, được tập thể, có thể cung cấp lượng điện lớn hơn đáng kể so với tổng nhu cầu nội địa hiện tại hoặc dự kiến ".
Các nhà phê bình của phương pháp "năng lượng tái tạo 100%" bao gồm Vaclav Smil và James E. Hansen. Smil và Hansen lo ngại về sản lượng biến đổi của năng lượng mặt trời và gió, nhưng Amory Lovins cho rằng lưới điện có thể đối phó, giống như thường xuyên sao lưu các nhà máy điện hạt nhân và than hoạt động không hoạt động.
Google đã chi 30 triệu USD cho dự án RE <C để phát triển năng lượng tái tạo và ngăn chặn sự thay đổi khí hậu thảm khốc. Dự án đã bị hủy sau khi kết luận rằng một kịch bản tốt nhất cho những tiến bộ nhanh chóng trong năng lượng tái tạo có thể chỉ dẫn đến lượng phát thải 55% dưới mức dự báo nhiên liệu hoá thạch vào năm 2050.